# Patrick Groetzki
Patrick Groetzki, né le 4 juillet 1989 à Pforzheim, est un joueur allemand de handball.
Il évolue au poste d'ailier droit avec le club du Rhein-Neckar Löwen depuis ses débuts professionnels en 2007 et en équipe nationale d'Allemagne depuis 2009.

## Résultats

### Clubs
Compétitions internationales
- Ligue européenne/Coupe de l'EHF (C3)
  - Vainqueur (1) : 2013
  - Demi-finaliste (2) : 2012, 2021
- Coupe des vainqueurs de coupe (C2)
  - Finaliste en 2008
- Ligue des champions
  - Demi-finaliste en 2009 et 2011

Compétitions nationales
- Championnat d'Allemagne
  - Vainqueur (2) : 2016, 2017
  - Deuxième (3) : 2014, 2015, 2018
- Coupe d'Allemagne
  - Vainqueur (1) : 2018
  - Finaliste (2) : 2007, 2010
- Supercoupe d'Allemagne
  - Vainqueur (3) : 2016/17, 2017/18 et 2018/19
  - Finaliste (1) : 2007/08

### En équipe nationale
Il obtient sa première sélection internationale le 17 juin 2009 contre la Biélorussie :
Jeux olympiques
- Médaille de bronze aux Jeux olympiques de 2016 au Brésil

Championnats du monde
- 11e place au Championnat du monde 2011
- 5e place au Championnat du monde 2013
- 7e place au Championnat du monde 2015
- 9e place au Championnat du monde 2017
- 4e place au Championnat du monde 2019
- 12e place au Championnat du monde 2021
- 5e place au Championnat du monde 2023

Championnat d'Europe
- 7e place au Championnat d'Europe 2012
- 9e place au Championnat d'Europe 2018

Autres
- médaille d'or au Championnat du monde junior en 2009
- médaille d'argent au Championnat d'Europe junior en 2008